# Caisse d’Epargne de Cossonay
Die Caisse d’Epargne de Cossonay société coopérative ist eine in Cossonay und Umgebung verankerte, 1833 gegründete Schweizer Regionalbank. Neben ihrem Hauptsitz verfügt sie seit 1993 in Sullens über einen zweiten Standort.
Ihr Tätigkeitsgebiet liegt im Retail Banking, im Hypothekargeschäft und im Bankgeschäft mit kleinen und mittleren Unternehmen. Die in Form einer Genossenschaft organisierte Bank beschäftigt zwölf Mitarbeiter und hatte per Ende 2008 eine Bilanzsumme von 337,9 Millionen Schweizer Franken.
Die Caisse d’Epargne de Cossonay ist als selbständige Regionalbank der RBA-Holding angeschlossen.